# Champion des champions

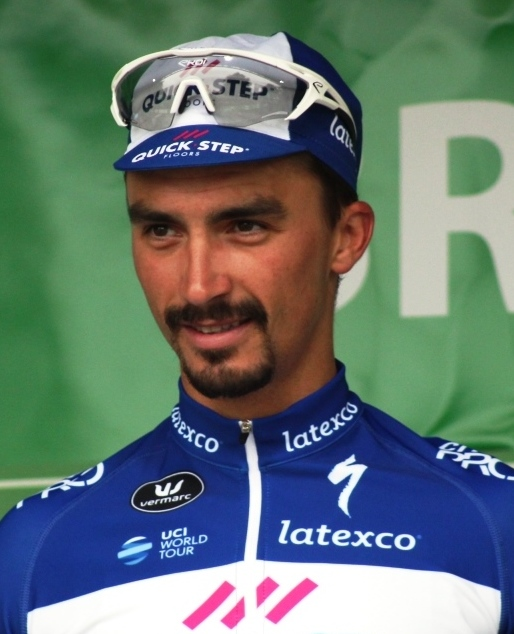
Frankreichs Sportler des Jahres 2019 und 2020: Julian Alaphilippe (Radsport)

Champion des champions  (deutsch Sieger der Sieger bzw. Meister der Meister) ist eine Umfrage, die seit 1946 jährlich von der französischen Sport-Tageszeitung L’Équipe durchgeführt wird.

## Organisation
Ermittelt werden seit 1946 jährlich die besten französischen Sportler (Champion des champions France / Championne des championnes France, dt.: Meister der Meister Frankreich / Meisterin der Meisterinnen Frankreich; bis 2011 Champion des champions français) des zurückliegenden Kalenderjahres, wobei Männer und Frauen seit 2012 in getrennten Kategorien ausgezeichnet werden.
Zuvor hatten Männer, Frauen und auch Mannschaften in einer Kategorie konkurriert. Seit 1980 wird auch eine Wahl zum Weltsportler des Jahres (Champion des champions monde / Championne des championnes monde, dt.: Meister der Weltmeister / Meisterin der Weltmeisterinnen; bis 2011 Champion des champions mondiaux) abgehalten, deren Sieger seit 2012 ebenfalls getrennt nach Männern und Frauen gekürt werden. Als Juroren fungieren jeweils die Journalisten der Zeitungsredaktion.
Das Ergebnis wird in der Regel im Dezember bekanntgegeben. Als Auszeichnung wird eine goldene Statuette vergeben, die einen abstrahierten Sportler darstellt, der beide Arme zum Zeichen des Sieges in die Luft reckt.
Die Ermittlung der Sieger findet in einer geheimen Wahl statt. In einem ersten Wahldurchgang wird die Teilnehmerzahl je Zeitschriftenrubrik auf 20 nominierte Sportler reduziert. Aus diesen wählen alle Redaktionsmitglieder von L’Équipe, lequiple.fr, L’Équipe Mag und L’Équipe 21 die besten Sportler des Jahres aus. Im finalen Wahldurchgang votiert jeder Stimmberechtigte für seine fünf favorisierten Sportler absteigend mit sechs, vier, drei, zwei oder einem Punkt. Der Sportler, der die meisten Punkte auf sich vereinen kann, hat die Wahl gewonnen.
Dem französischen Fußballspieler Zinédine Zidane (1998) und dem französischen Stabhochspringer Renaud Lavillenie (2014) gelang es als bislang einzigen Sportlern beide Wahlen zu gewinnen.
In der Vergangenheit waren auch verschiedene Sonderauszeichnungen ausgelobt. So wurde bei der Verleihung 2014 dem früheren belgischen Radrennfahrer Eddy Merckx der Titel Legende des Sports (Championne des championnes de légende) zuteil, während der dänische Automobilrennfahrer Tom Kristensen ebenfalls einen Ehrenpreis (Champion des champions d’honneur) erhielt. Der französische Snowboarder Xavier de Le Rue gewann 2014 die Auszeichnung für den besten Extremsportler (Champion des champions de l’extrême).

## Preisträger

### Französische Sportler des Jahres („Champion des champions France“)
Am häufigsten ausgezeichnet wurden der Radrennfahrer Bernard Hinault (1978–1981) und der Formel-1-Pilot Alain Prost (1985–1986, 1989, 1993) mit je vier Siegen. Am häufigsten vertretene Sportart unter den Gewinnern ist die Leichtathletik und der Radsport (jeweils 20 Siege), gefolgt von Motorsport und Ski Alpin (je 7).
Sechsmal waren Wintersportler (ausnahmslos Skirennläufer) erfolgreich. 1973 wurde die Auszeichnung postum dem verstorbenen Formel-1-Piloten François Cevert zuteil. Mit dem monegassischen Rallye-Copiloten Daniel Elena (2007 und 2009) wurde erstmals ein Nicht-Franzose geehrt.
| 1946                                                                      | Jean Séphériades                                                        | Rudern         | Gewinner der Henley Royal Regatta und damit inoffizieller Weltmeister |
| 1947                                                                      | Christian d’Oriola                                                      | Fechten        | Florett-Weltmeister im Einzel und mit der Nationalmannschaft |
| 1948                                                                      | Marcel Cerdan                                                           | Boxen          | Weltmeister im Mittelgewicht |
| 1949                                                                      | Alain Mimoun                                                            | Leichtathletik | Gewinner des Cross der Nationen (Vorläuferwettbewerb der Crosslauf-Weltmeisterschaften) |
| 1950                                                                      | Papa Gallo Thiam                                                        | Leichtathletik | erster Franzose, der im Hochsprung die zwei Meter überquerte (Strecksprung) |
| 1951                                                                      | Puig-Aubert                                                             | Rugby League   | Gewinner des französischen Meistertitels mit der Mannschaft von AS Carcassonne XIII |
| 1952                                                                      | Jean Boiteux                                                            | Schwimmen      | Goldmedaillengewinner bei den Olympischen Sommerspielen in Helsinki über 400 Meter Freistil |
| 1953                                                                      | Louison Bobet                                                           | Radsport       | Gewinner der Tour de France |
| 1954                                                                      | Louison Bobet -2-                                                       | Radsport       | Gewinner der Tour de France |
| 1955                                                                      | Raymond Kopa                                                            | Fußball        | Französischer Fußballmeister mit Stade de Reims |
| 1956                                                                      | Alain Mimoun                                                            | Leichtathletik | Goldmedaillengewinner bei den Olympischen Sommerspielen in Melbourne im Marathonlauf |
| 1957                                                                      | Roger Rivière                                                           | Radsport       | Weltmeister in der Einerverfolgung auf der Bahn sowie Stundenweltrekord |
| 1958                                                                      | Raymond Kopa -2-                                                        | Fußball        | Dritter der Weltmeister mit der Nationalmannschaft, Ballon d’Or, Europapokal der Landesmeister mit Real Madrid |
| 1959                                                                      | Lucien Mias                                                             | Rugby Union    | Kapitän der Rugby-Union-Nationalmannschaft, Gewinner des Five-Nations-Turniers |
| 1960                                                                      | Michel Jazy                                                             | Leichtathletik | Goldmedaillengewinner bei den Olympischen Sommerspielen in Rom im 1500-Meter-Lauf |
| 1961                                                                      | Guy Périllat                                                            | Ski Alpin      | Gewinner von sechs Saisonrennen |
| 1962                                                                      | Michel Jazy -2-                                                         | Leichtathletik | Goldmedaillengewinner bei den Europameisterschaften im 1500-Meter-Lauf, Weltrekord im 2000- und 3000-Meter-Lauf |
| 1963                                                                      | Jacques Anquetil                                                        | Radsport       | Gewinner der Tour de France, der Vuelta a España, 23 Saison-Siege |
| 1964                                                                      | Marielle Goitschel                                                      | Ski Alpin      | dreifache Medaillengewinnerin bei den Olympischen Winterspielen in Innsbruck (Gold im Riesenslalom, Silber im Slalom, Gold im als Weltmeisterschaft ausgetragenen Kombinationswettbewerb) |
| 1965                                                                      | Michel Jazy -3-                                                         | Leichtathletik | vier Weltrekorde (Meilenlauf, Zwei-Meilen-Lauf, 3000-Meter-Lauf, 4-mal-1500-Meter-Lauf), fünf Europarekorde, neun nationale Rekorde |
| 1966                                                                      | Alain Mosconi                                                           | Schwimmen      | Bronzemedaillengewinner bei den Europameisterschaften über 400 Meter Freistil, erster Franzose unter zwei Minuten über 200 Meter Freistil |
| 1967                                                                      | Jean-Claude Killy                                                       | Ski Alpin      | Gewinner des Gesamtweltcups, des Abfahrts-, Riesenslaloms-, Slalomweltcups, 12 Saisonsiege |
| 1968                                                                      | Jean-Claude Killy -2-                                                   | Ski Alpin      | dreifacher Goldmedaillengewinner bei den Olympischen Winterspielen in Grenoble (Gold in der Abfahrt, im Riesenslalom, Slalom, Gold im als Weltmeisterschaft ausgetragenen Kombinationswettbewerb) |
| 1969                                                                      | Nicole Duclos                                                           | Leichtathletik | Europameister im 400-Meter-Lauf mit Weltrekord |
| 1970                                                                      | Jean-Claude Nallet                                                      | Leichtathletik | Sieger beim Europacup im 400-Meter-Hürdenlauf, nationaler Rekord im 400-Meter-Lauf |
| 1971                                                                      | Jean-Claude Bouttier                                                    | Boxen          | Europameister im Mittelgewicht |
| 1971                                                                      | Régis Ovion                                                             | Radsport       | Amateur-Weltmeister im Straßenrennen und Gewinner der Tour de l’Avenir |
| 1972                                                                      | Daniel Morelon                                                          | Radsport       | Goldmedaillengewinner bei den Olympischen Sommerspielen in München im Bahn-Sprint |
| 1973                                                                      | François Cevert                                                         | Motorsport     | Tod beim Formel-1-Abschlusstraining zum Großen Preis der USA am 6. Oktober 1973 in Watkins Glen (zum damaligen Zeitpunkt Zweiter in der Fahrerwertung) |
| 1974                                                                      | Guy Drut                                                                | Leichtathletik | Goldmedaillengewinner bei den Europameisterschaften im 110-Meter-Hürdenlauf, zum vierten Mal Europarekord |
| 1974                                                                      | Raymond Poulidor                                                        | Radsport       | Zweiter der Tour de France und im Weltmeisterschafts-Zweiter im Straßenrennen |
| 1975                                                                      | Guy Drut -2-                                                            | Leichtathletik | Weltrekord im 110-Meter-Hürdenlauf |
| 1975                                                                      | Bernard Thévenet                                                        | Radsport       | Gewinner der Tour de France |
| 1976                                                                      | Guy Drut -3-                                                            | Leichtathletik | Goldmedaillengewinner bei den Olympischen Sommerspielen in Montreal im 110-Meter-Hürdenlauf |
| 1977                                                                      | Michel Platini                                                          | Fußball        | Qualifikation mit der Nationalmannschaft für die Weltmeisterschaft in Argentinien, 3. Platz bei der Wahl zum Ballon d’Or |
| 1978                                                                      | Bernard Hinault                                                         | Radsport       | Gewinner der Tour de France und französischer Straßenmeister |
| 1979                                                                      | Bernard Hinault -2-                                                     | Radsport       | Gewinner der Tour de France, sieben Etappensiege |
| 1980                                                                      | Bernard Hinault -3-                                                     | Radsport       | Weltmeister im Straßenrennen und Gewinner des Giro d’Italia |
| 1981                                                                      | Bernard Hinault -4-                                                     | Radsport       | Gewinner der Tour de France und von Paris–Roubaix |
| 1982                                                                      | Alain Giresse                                                           | Fußball        | Vierter Platz bei der Weltmeisterschaft in Italien mit der Nationalmannschaft, Zweiter bei der Wahl zum Ballon d’Or |
| 1983                                                                      | Yannick Noah                                                            | Tennis         | Gewinner der French Open |
| 1984                                                                      | Michel Platini -2-                                                      | Fußball        | Gewinn der Europameister mit der Nationalmannschaft, des Europapokals der Landesmeister mit Juventus Turin und des Ballon d’Or |
| 1985                                                                      | Alain Prost                                                             | Motorsport     | Formel-1-Weltmeister |
| 1986                                                                      | Alain Prost -2-                                                         | Motorsport     | Formel-1-Weltmeister |
| 1987                                                                      | Jeannie Longo-Ciprelli                                                  | Radsport       | Gewinnerin der Tour Cycliste Féminin, Weltmeisterin im Straßenrennen |
| 1988                                                                      | Jean-François Lamour                                                    | Fechten        | Goldmedaillengewinner bei den Olympischen Sommerspielen in Seoul im Säbelfechten |
| 1989                                                                      | Alain Prost -3-                                                         | Motorsport     | Formel-1-Weltmeister |
| 1990                                                                      | Florence Arthaud                                                        | Segeln         | erste Frau, die die Gesamtwertung der Route du Rhum gewann |
| 1990                                                                      | Max Morinière, Daniel Sangouma, Jean-Charles Trouabal, Bruno Marie-Rose | Leichtathletik | Europameister in der 4-mal-100-Meter-Staffel mit Weltrekord |
| 1991                                                                      | Guy Forget Henri Leconte                                                | Tennis         | Davis-Cup-Gewinner |
| 1992                                                                      | Marie-José Pérec                                                        | Leichtathletik | Goldmedaillengewinnerin bei den Olympischen Sommerspielen in Barcelona im 200-Meter-Lauf |
| 1993                                                                      | Alain Prost -4-                                                         | Motorsport     | Formel-1-Weltmeister |
| 1994                                                                      | Luc Leblanc                                                             | Radsport       | Weltmeister im Straßenrennen |
| 1995                                                                      | David Douillet                                                          | Judo           | erster französischer Weltmeister im Schwergewicht |
| 1996                                                                      | Marie-José Pérec -2-                                                    | Leichtathletik | Goldmedaillengewinnerin bei den Olympischen Sommerspielen in Atlanta im 200- und 400-Meter-Lauf |
| 1997                                                                      | Luc Alphand                                                             | Ski Alpin      | Gewinner des Gesamtweltcups, des Abfahrts- und Super-G-Weltcups |
| 1998                                                                      | Zinédine Zidane                                                         | Fußball        | Weltmeister mit der Nationalmannschaft, Gewinner des Ballon d’Or |
| 1999                                                                      | Eunice Barber                                                           | Leichtathletik | Weltmeisterin im Siebenkampf |
| 2000                                                                      | David Douillet -2-                                                      | Judo           | Goldmedaillengewinner bei den Olympischen Sommerspielen in Sydney im Schwergewicht |
| 2001                                                                      | Jackson Richardson                                                      | Handball       | Weltmeister mit der Nationalmannschaft, EHF-Champions-League-Gewinner mit SDC San Antonio |
| 2002                                                                      | Carole Montillet-Carles                                                 | Ski Alpin      | Goldmedaillengewinner bei den Olympischen Winterspielen in Salt Lake City in der Abfahrt |
| 2003                                                                      | Tony Parker                                                             | Basketball     | erster französischer NBA-Champion mit den San Antonio Spurs |
| 2004                                                                      | Laure Manaudou                                                          | Schwimmen      | dreimalige Medaillengewinnerin bei den Olympischen Sommerspielen in Athen (Gold über 400-Meter-Freistil, Silber über 800 Meter Freistil, Bronze über 100 Meter Rücken), dreimalige Goldmedaillengewinnerin bei den Europameisterschaften (400 Meter Freistil, 100 Meter Rücken, 4-mal-100-Meter Lagen) |
| 2005                                                                      | Ladji Doucouré                                                          | Leichtathletik | Goldmedaillengewinner bei den Weltmeisterschaften im 110-Meter-Hürdenlauf und der 4-mal-100-Meter-Staffel |
| 2006                                                                      | Laure Manaudou -2-                                                      | Schwimmen      | viermalige Goldmedaillengewinnerin bei den Europameisterschaften (400 und 800 Meter Freistil, 100 und 200 Meter Rücken), Weltrekord über 400 Meter Freistil Lang- und Kurzbahn und 800 Meter Freistil Kurzbahn                                                                                         |
| 2007                                                                      | Sébastien Loeb Daniel Elena                                             | Motorsport     | zum vierten Mal in Folge Rallye-Weltmeister |
| 2008                                                                      | Alain Bernard                                                           | Schwimmen      | zweimaliger Medaillengewinner bei den Olympischen Sommerspielen in Peking (Gold über 100 Meter Freistil, Silber über 4 × 100 Meter Freistil), zweimaliger Goldmedaillengewinner bei den Europameisterschaften (50 und 100 Meter Freistil), Weltrekord über 50 und 100 Meter Freistil                   |
| 2009                                                                      | Sébastien Loeb Daniel Elena -2-                                         | Motorsport     | zum sechsten Mal in Folge Rallye-Weltmeister |
| 2010                                                                      | Christophe Lemaitre                                                     | Leichtathletik | dreimaliger Goldmedaillengewinner bei den Europameisterschaften (100- und 200-Meter-Lauf, 4-mal-100-Meter-Staffel), erster weißer Sprinter unter der 10-Sekunden-Grenze |
| 2011                                                                      | Nikola Karabatić                                                        | Handball       | Weltmeister mit der Nationalmannschaft und bester Spieler des Turniers, französischer Meister mit Montpellier HB |
| Männer und Frauen werden seit 2012 in getrennten Kategorien ausgezeichnet |                                                                         |                | |
| 2012                                                                      | Camille Muffat                                                          | Schwimmen      | dreimalige Medaillengewinnerin bei den Olympischen Sommerspielen in London (Gold über 400 Meter Freistil, Silber über 200 Meter Freistil, Bronze über 4 × 200 Meter Freistil), Kurzbahn-Weltrekord über 800 Meter Freistil                                                                             |
| 2012                                                                      | Teddy Riner                                                             | Judo           | Goldmedaillengewinner bei den Olympischen Sommerspielen in London im Schwergewicht |
| 2013                                                                      | Marion Bartoli                                                          | Tennis         | Gewinnerin der Wimbledon Championships im Dameneinzel |
| 2013                                                                      | Tony Parker -2-                                                         | Basketball     | Europameister mit der Nationalmannschaft sowie meiste Korbpunkte und wertvollster Spieler des Turniers, NBA-Finalist mit den San Antonio Spurs |
| 2014                                                                      | Pauline Ferrand-Prévot                                                  | Radsport       | Weltmeisterin im Straßenrennen, Siegerin bei der Flèche Wallonne und Emakumeen Bira |
| 2014                                                                      | Renaud Lavillenie                                                       | Leichtathletik | Weltrekord im Stabhochsprung (6,16 Meter) sowie Goldmedaillengewinner bei den Europameisterschaften |
| 2015                                                                      | Pauline Ferrand-Prévot -2-                                              | Radsport       | Goldmedaillengewinnerin bei den Cyclocross-Weltmeisterschaften, Goldmedaillengewinnerin bei den Mountainbike-Weltmeisterschaften im Cross-Country im Einzel und der Staffel |
| 2015                                                                      | Florent Manaudou                                                        | Schwimmen      | dreifacher Goldmedaillengewinner bei den Weltmeisterschaften (50 m Freistil, 50 m Schmetterling, 4 × 100-m-Freistilstaffel) |
| 2016                                                                      | Émilie Andéol                                                           | Judo           | Goldmedaillengewinnerin bei den Olympischen Sommerspielen in Rio de Janeiro im Schwergewicht |
| 2016                                                                      | Teddy Riner -2-                                                         | Judo           | Goldmedaillengewinner bei den Olympischen Sommerspielen in Rio de Janeiro im Schwergewicht |
| 2017                                                                      | Tessa Worley                                                            | Ski Alpin      | Weltmeisterin im Riesenslalom und im Mannschaftswettbewerb, Weltcupsiegerin im Riesenslalom |
| 2017                                                                      | Teddy Riner -3-                                                         | Judo           | zweifacher Goldmedaillengewinner bei den Weltmeisterschaften |
| 2018                                                                      | Clarisse Agbegnenou                                                     | Judo           | Welt- und Europameisterin |
| 2018                                                                      | Kevin Mayer                                                             | Leichtathletik | Weltrekord im Zehnkampf |
| 2019                                                                      | Clarisse Agbegnenou -2-                                                 | Judo           | Judo-Weltmeisterin, erste Französin mit mehr als drei WM-Titeln |
| 2019                                                                      | Julian Alaphilippe                                                      | Radsport       | Sieger der Flèche Wallonne und Mailand–Sanremo, Träger des Gelben Trikots bei 14 Etappen der Tour de France |
| 2020                                                                      | Pauline Ferrand-Prévot -3-                                              | Radsport       | Welt- und Europameisterin im Cross-Country |
| 2020                                                                      | Julian Alaphilippe -2-                                                  | Radsport       | Weltmeister im Straßenrennen, Träger des Gelben Trikots bei drei Etappen der Tour de France, Sieger bei Pfeil von Brabant |
| 2021                                                                      | Clarisse Agbegnenou -3-                                                 | Judo           | Judo-Weltmeisterin, zweifache Goldmedaillengewinnerin bei den Olympischen Sommerspielen in Tokio |
| 2021                                                                      | Julian Alaphilippe -3-                                                  | Radsport       | Weltmeister im Straßenrennen, Träger des Gelben Trikots bei einer Etappe der Tour de France, Sieger der Flèche Wallonne |
| 2022                                                                      | Kylian Mbappé                                                           | Fußball        | Vizeweltmeister |
| 2022                                                                      | Caroline Garcia                                                         | Tennis         | Gewinnerin der der French Open im Damendoppel und der WTA Finals im Einzel |
| 2023                                                                      | Léon Marchand                                                           | Schwimmen      | dreifacher Goldmedaillengewinner bei den Weltmeisterschaften (200 m Schmetterling, 200 m Lagen, 400 m Lagen) sowie neuer Weltrekord über 400 m Lagen |
| 2023                                                                      | Céline Boutier                                                          | Golf           | Siegerin bei der Evian Championship |
| 2023                                                                      | Alexandre Léauté                                                        | Paracycling    | zweifacher Goldmedaillengewinner bei den Paracycling-Bahnweltmeisterschaften, dreifacher Goldmedaillengewinner bei den Paracycling-Straßenweltmeisterschaften, zweifacher Goldmedaillengewinner bei den Paracycling-Straßeneuropameisterschaften                                                       |
| 2023                                                                      | Heïdi Gaugain                                                           | Paracycling    | Weltmeisterin in der Verfolgung bei den Paracycling-Bahnweltmeisterschaften, Silber im Straßenrennen und Bronze im Zeitfahren bei den Paracycling-Straßenweltmeisterschaften |
| 2024                                                                      | Léon Marchand -2-                                                       | Schwimmen      | vierfacher Goldmedaillengewinner bei den Olympischen Sommerspielen in Paris (200 m Schmetterling, 200 m Lagen, 200 m Brust, 400 m Lagen) |
| 2024                                                                      | Cassandre Beaugrand                                                     | Triathlon      | Goldmedaillengewinnerin bei Olympischen Sommerspielen in Paris und ITU-Weltmeisterin Triathlon Kurzdistanz |
| 2024                                                                      | Alexandre Léauté -2-                                                    | Paracycling    | zweifacher Goldmedaillengewinner bei den Paralympics in Paris (Einerverfolgung C2, Einzelzeitfahren C2) |
| 2024                                                                      | Marine Patouillet                                                       | Paracycling    | Goldmedaillengewinnerin bei den Paralympics in Paris (Einerverfolgung C5) |

### Weltsportler des Jahres („Champion des champions monde“)
Am häufigsten gewannen der jamaikanische Leichtathlet Usain Bolt und die US-amerikanische Turnerin Simone Biles, die je fünfmal ausgezeichnet wurden. Der Schweizer Tennisspieler Roger Federer und der spanische Tennisspieler Rafael Nadal konnten die Wahl jeweils viermal für sich entscheiden. Erfolgreichste Nation sind die Vereinigten Staaten mit 20 Auszeichnungen. Am häufigsten vertretene Sportart unter den Gewinnern ist die Leichtathletik (19 Siege), gefolgt vom Tennissport (14). Bisher konnten mit Eric Heiden, Marcel Hirscher und Marte Olsbu Røiseland erst drei Wintersportler die Trophäe gewinnen.
Mit der Wahl der US-amerikanischen Leichtathletin Florence Griffith-Joyner war 1988 erstmals eine Frau siegreich.
| 1980                                                                      | Vereinigte Staaten     | Eric Heiden                        | Eisschnelllauf | fünfmaliger Goldmedaillengewinner bei den Olympischen Winterspielen von Lake Placid (500, 1000, 1500, 5000 und 10.000 Meter) |
| 1981                                                                      | Vereinigtes Königreich | Sebastian Coe                      | Leichtathletik | Weltrekord im 800-Meter-Lauf |
| 1982                                                                      | Italien                | Paolo Rossi                        | Fußball        | Weltmeister mit der Nationalmannschaft, Wertvollster Spieler und Torschützenkönig der WM („Goldener Ball“ und „Goldener Schuh“), Gewinner des Ballon d’Or |
| 1983                                                                      | Vereinigte Staaten     | Carl Lewis                         | Leichtathletik | dreimaliger Goldmedaillengewinner bei den Weltmeisterschaften (100-Meter-Lauf, Weitsprung, 4-mal-100-Meter-Staffel) |
| 1984                                                                      | Vereinigte Staaten     | Carl Lewis -2-                     | Leichtathletik | viermaliger Goldmedaillengewinner bei den Olympischen Sommerspielen in Los Angeles (100-Meter-Lauf, 200-Meter-Lauf, Weitsprung, 4-mal-100-Meter-Staffel) |
| 1985                                                                      | Sowjetunion            | Serhij Bubka                       | Leichtathletik | Weltrekord im Stabhochsprung (erstmals über 6 Meter) |
| 1986                                                                      | Argentinien            | Diego Maradona                     | Fußball        | Weltmeister mit der Nationalmannschaft |
| 1987                                                                      | Kanada                 | Ben Johnson 1                      | Leichtathletik | Goldmedaillengewinner bei den Weltmeisterschaften im 100-Meter-Lauf mit Weltrekord |
| 1988                                                                      | Vereinigte Staaten     | Florence Griffith-Joyner           | Leichtathletik | dreimalige Goldmedaillengewinnerin bei den Olympischen Sommerspielen in Seoul (100-Meter-Lauf mit Weltrekord, 200-Meter-Lauf mit Weltrekord, 4-mal-100-Meter-Staffel) |
| 1989                                                                      | Vereinigte Staaten     | Greg LeMond                        | Radsport       | Gewinner der Tour de France und Weltmeister im Straßenrennen |
| 1990                                                                      | Brasilien              | Ayrton Senna                       | Motorsport     | Formel-1-Weltmeister |
| 1991                                                                      | Vereinigte Staaten     | Carl Lewis -3-                     | Leichtathletik | zweimaliger Goldmedaillengewinner bei den Weltmeisterschaften (100-Meter-Lauf mit Weltrekord, 4-mal-100-Meter-Staffel) |
| 1992                                                                      | Vereinigte Staaten     | Michael Jordan                     | Basketball     | Olympiasieger mit der Nationalmannschaft und NBA-Champion mit den Chicago Bulls |
| 1993                                                                      | Algerien               | Noureddine Morceli                 | Leichtathletik | Goldmedaillengewinner bei den Weltmeisterschaften (1500-Meter-Lauf) und Weltrekord im Meilenlauf |
| 1994                                                                      | Brasilien              | Romário                            | Fußball        | Weltmeister mit der Nationalmannschaft |
| 1995                                                                      | Vereinigtes Königreich | Jonathan Edwards                   | Leichtathletik | Goldmedaillengewinner bei den Weltmeisterschaften (Dreisprung mit Weltrekord) |
| 1996                                                                      | Vereinigte Staaten     | Michael Johnson                    | Leichtathletik | zweimaliger Goldmedaillengewinner bei den Olympischen Sommerspielen in Atlanta (200-Meter-Lauf mit Weltrekord, 400-Meter-Lauf) |
| 1997                                                                      | Ukraine                | Serhij Bubka                       | Leichtathletik | Goldmedaillengewinner bei den Weltmeisterschaften (Stabhochsprung) |
| 1998                                                                      | Frankreich             | Zinédine Zidane                    | Fußball        | Weltmeister mit der Nationalmannschaft |
| 1999                                                                      | Vereinigte Staaten     | Andre Agassi                       | Tennis         | Gewinner der French Open und US Open im Herreneinzel, Weltranglistenerster |
| 2000                                                                      | Vereinigte Staaten     | Tiger Woods                        | Golf           | Gewinner der U.S. Open, British Open, PGA Championship |
| 2001                                                                      | Deutschland            | Michael Schumacher                 | Motorsport     | Formel-1-Weltmeister |
| 2002                                                                      | Deutschland            | Michael Schumacher -2-             | Motorsport     | Formel-1-Weltmeister |
| 2003                                                                      | Deutschland            | Michael Schumacher -3-             | Motorsport     | Formel-1-Weltmeister |
| 2004                                                                      | Marokko                | Hicham El Guerrouj                 | Leichtathletik | zweimaliger Goldmedaillengewinner bei den Olympischen Sommerspielen in Athen (1500-Meter-Lauf, 5000-Meter-Lauf) |
| 2005                                                                      | Schweiz                | Roger Federer                      | Tennis         | Gewinner von Wimbledon und der US Open im Herreneinzel, 81 Siege, Weltranglistenerster |
| 2006                                                                      | Schweiz                | Roger Federer -2-                  | Tennis         | Gewinner der Australian Open, von Wimbledon, der US Open und des Masters Cups im Herreneinzel, Weltranglistenerster |
| 2007                                                                      | Schweiz                | Roger Federer -3-                  | Tennis         | Gewinner der Australian Open, von Wimbledon, der US Open und des Masters Cups im Herreneinzel, Weltranglistenerster |
| 2008                                                                      | Jamaika                | Usain Bolt                         | Leichtathletik | dreimaliger Goldmedaillengewinner bei den Olympischen Sommerspielen in Peking (100-Meter-Lauf, 200-Meter-Lauf, 4-mal-100-Meter-Staffel jeweils mit Weltrekord) – 2017 wurde Bolt die Goldmedaille wegen Dopings seines Staffelkollegen Nesta Carter aberkannt                                  |
| 2009                                                                      | Jamaika                | Usain Bolt -2-                     | Leichtathletik | dreimaliger Goldmedaillengewinner bei den Weltmeisterschaften (100-Meter-Lauf mit Weltrekord, 200-Meter-Lauf mit Weltrekord, 4-mal-100-Meter-Staffel) |
| 2010                                                                      | Spanien                | Rafael Nadal                       | Tennis         | Gewinner der French Open, von Wimbledon und der US Open im Herreneinzel, Weltranglistenerster |
| 2011                                                                      | Argentinien            | Lionel Messi                       | Fußball        | UEFA-Champions-League-Sieger und -Torschützenkönig, UEFA-Super-Cup-Sieger, FIFA-Klub-Weltmeister und -Torschützenkönig, Spanischer Meister, Spanischer-Supercup-Sieger jeweils mit dem FC Barcelona, Weltfußballer des Jahres, Bester Spieler in Europa, Bester Spieler in der spanischen Liga |
| Männer und Frauen werden seit 2012 in getrennten Kategorien ausgezeichnet |                        |                                    |                | |
| 2012                                                                      | Jamaika                | Usain Bolt -3-                     | Leichtathletik | dreimaliger Goldmedaillengewinner bei den Olympischen Sommerspielen in London (100-Meter-Lauf, 200-Meter-Lauf, 4-mal-100-Meter-Staffel mit Weltrekord) |
| 2012                                                                      | Vereinigte Staaten     | Serena Williams                    | Tennis         | zweimalige Goldmedaillengewinnerin bei den Olympischen Sommerspielen in London (Einzel und Damendoppel), zwei Grand-Slam-Titel im Einzel (Wimbledon und US Open) und einer im Damendoppel (Wimbledon), Siegerin der WTA Championships                                                          |
| 2013                                                                      | Spanien                | Rafael Nadal -2-                   | Tennis         | Gewinner der French Open und der US Open im Herreneinzel, Weltranglistenerster |
| 2013                                                                      | Vereinigte Staaten     | Serena Williams -2-                | Tennis         | Gewinnerin der French Open und der US Open im Dameneinzel, Siegerin der WTA Championships, Weltranglistenerste |
| 2014                                                                      | Frankreich             | Renaud Lavillenie                  | Leichtathletik | Weltrekord im Stabhochsprung und Europameister |
| 2014                                                                      | Vereinigte Staaten     | Katie Ledecky                      | Schwimmen      | fünf Weltrekorde über drei verschiedene Strecken (400, 800 und 1500 Meter Freistil) |
| 2015                                                                      | Jamaika                | Usain Bolt -4-                     | Leichtathletik | dreimaliger Goldmedaillengewinner bei den Weltmeisterschaften (100-Meter-Lauf, 200-Meter-Lauf mit Weltrekord, 4-mal-100-Meter-Staffel) – gemessen an Medaillen der erfolgreichste Teilnehmer bei Freiluft-Weltmeisterschaften                                                                  |
| 2015                                                                      | Vereinigte Staaten     | Serena Williams -3-                | Tennis         | Gewinnerin der Australian Open, French Open und Wimbledon Championships sowie Halbfinalistin der US Open im Dameneinzel, Weltranglistenerste |
| 2016                                                                      | Jamaika                | Usain Bolt -5-                     | Leichtathletik | dreimaliger Goldmedaillengewinner bei den Olympischen Sommerspielen in Rio de Janeiro (100-Meter-Lauf, 200-Meter-Lauf, 4-mal-100-Meter-Staffel) |
| 2016                                                                      | Vereinigte Staaten     | Simone Biles                       | Geräteturnen   | fünffache Medaillengewinnerin bei den Olympischen Sommerspielen in Rio de Janeiro (Gold im Mehrkampf, Mannschaftswettbewerb, Boden und Sprung, Bronze am Schwebebalken) |
| 2017                                                                      | Schweiz Spanien        | Roger Federer -4- Rafael Nadal -3- | Tennis         | gemeinsame Ehrung nach Rückkehr an die Weltranglistenspitze und je zwei Grand-Slam-Titeln |
| 2017                                                                      | Vereinigte Staaten     | Katie Ledecky -2-                  | Schwimmen      | fünffache Weltmeisterin und einmalige Vizeweltmeisterin bei den Weltmeisterschaften |
| 2018                                                                      | Österreich             | Marcel Hirscher                    | Ski Alpin      | Gesamtweltcupsieger 2017/18, zweifacher Goldmedaillengewinner bei den Olympischen Winterspielen in Pyeongchang im Riesenslalom und in der Kombination |
| 2018                                                                      | Vereinigte Staaten     | Simone Biles -2-                   | Geräteturnen   | vierfache Weltmeisterin (Mehrkampf, Boden, Sprung und Mannschaft) sowie Silber und Bronze bei den Weltmeisterschaften |
| 2019                                                                      | Spanien                | Rafael Nadal -4-                   | Tennis         | Gewinner der French Open, US Open und des Davis Cups, Weltranglistenerster |
| 2019                                                                      | Vereinigte Staaten     | Simone Biles -3-                   | Geräteturnen   | fünffache Weltmeisterin (Mehrkampf, Boden, Sprung, Mannschaft und Schwebebalken) bei den Weltmeisterschaften |
| 2020                                                                      | Vereinigtes Königreich | Lewis Hamilton                     | Motorsport     | zum siebten Mal Formel-1-Weltmeister, neuer Rekord für die meisten Grand-Prix-Siege aufgestellt und Einsatz für die Black-Lives-Matter-Bewegung |
| 2020                                                                      | Norwegen               | Marte Olsbu Røiseland              | Biathlon       | fünffache Weltmeisterin sowie zwei Bronzemedaillen bei den Weltmeisterschaften |
| 2021                                                                      | Jamaika                | Elaine Thompson-Herah              | Leichtathletik | dreifache Olympiasiegerin (100-Meter-Lauf, 200-Meter-Lauf und 4-mal-100-Meter-Staffel) bei den Olympischen Sommerspielen in Tokio |
| 2021                                                                      | Serbien                | Novak Đoković                      | Tennis         | Gewinner der Australian Open, der French Open und Wimbledon im Herreneinzel, Weltranglistenerster |
| 2022                                                                      | Argentinien            | Lionel Messi -2-                   | Fußball        | Weltmeister |
| 2022                                                                      | Polen                  | Iga Świątek                        | Tennis         | Gewinnerin der French Open und US Open im Dameneinzel, Weltranglistenerste |
| 2023                                                                      | Serbien                | Novak Đoković -2-                  | Tennis         | Gewinner der Australian Open, French Open, US Open und den ATP Finals im Herreneinzel sowie Wimbledon-Finalist, Weltranglistenerster |
| 2023                                                                      | Vereinigte Staaten     | Simone Biles -4-                   | Geräteturnen   | vierfache Weltmeisterin (Mehrkampf, Boden, Balken und Mannschaft) sowie Silber im Sprung Weltmeisterschaften |
| 2024                                                                      | Frankreich             | Léon Marchand                      | Schwimmen      | vierfacher Goldmedaillengewinner bei den Olympischen Sommerspielen in Paris (200 m Schmetterling, 200 m Lagen, 200 m Brust, 400 m Lagen) |
| 2024                                                                      | Vereinigte Staaten     | Simone Biles -5-                   | Geräteturnen   | vierfache Medaillengewinnerin bei den Olympischen Sommerspielen in Paris (Gold im Mehrkampf, Mannschaftswettbewerb und Sprung sowie Silber am Boden) |